# Federpendel

Bewegung eines ungedämpften Federschwingers um die Ruhelage

Ein Federpendel oder Federschwinger ist ein harmonischer Oszillator, der aus einer Schraubenfeder und einem daran befestigten Massestück besteht, welches sich geradlinig längs der Richtung bewegen kann, in der die Feder sich verlängert oder verkürzt.
Beim Loslassen des aus seiner Ruhelage ausgelenkten Federschwingers beginnt eine Schwingung, die bei fehlender Dämpfung nicht mehr abklingt. Sofern sich die Masse nicht horizontal bewegt, hängt der Ort der Ruhelage, nicht aber die Schwingungsfrequenz, von der Schwerkraft ab. Die Schwingung verläuft harmonisch (d. h. sinusförmig), solange die Feder eine zur Auslenkung proportionale Kraft ausübt.
Nicht behandelt wird in diesem Artikel die Pendelbewegung zur Seite, die zusätzlich möglich ist und zu chaotischem Verhalten führen kann.

## Funktionsweise
Eine ideale Feder übt auf die Masse eine Kraft aus, die sich aus der Kraft in der Ruhelage und einem Anteil proportional zur Entfernung von der Ruhelage zusammensetzt. Die Kraft in der Ruhelage kompensiert die Gewichtskraft und hat keine Auswirkung auf das Schwingungsverhalten. Der Anteil proportional zur Auslenkung wirkt stets rückstellend. Ein ausgelenkter Federschwinger hat deshalb immer das Bestreben, in die Ruhelage zurückzukehren. Seine Masse wird in Richtung der Ruhelage beschleunigt und schwingt auf Grund des Trägheitsprinzips wieder darüber hinaus.
Die in der Feder gespeicherte potentielle Energie wird in kinetische Energie der Masse umgewandelt. Bei fehlender Dämpfung wird dem System keine Energie entzogen, so dass sich dieser Vorgang periodisch mit konstanter Amplitude wiederholt.
Wird der Federschwinger durch eine äußere Kraft in Phase mit der Geschwindigkeit periodisch angeregt, so kann die Amplitude sehr groß werden und zur Resonanzkatastrophe führen.

## Herleitung der Schwingungsgleichung

Kraft an einem Federschwinger. Die Federkraft F wirkt zur Ruhelage.

Die auf die Masse wirkende Federkraft ist nach dem Hookeschen Gesetz der Auslenkung y entgegen gerichtet und zu ihr proportional.
{\displaystyle F=-D\cdot y}
Der Proportionalitätsfaktor D ist die Federkonstante oder Direktionskonstante.
Die Federkraft verursacht nach dem Aktionsprinzip eine Beschleunigung des Massestücks entgegen der Auslenkung. Die Beschleunigung kann auch als zweite Ableitung der Auslenkung nach der Zeit ausgedrückt werden.
{\displaystyle m\cdot {\ddot {y}}=F=-D\cdot y}
Nach dem Umformen der Gleichung erhält man schließlich
{\displaystyle m\cdot {\ddot {y}}+D\cdot y=0\Rightarrow {\ddot {y}}+{\frac {D}{m}}\cdot y=0}
{\displaystyle {\ddot {y}}+\omega _{0}^{2}\cdot y=0}
eine lineare homogene Differentialgleichung, die mit einem Exponentialansatz gelöst werden kann.
{\displaystyle \omega _{0}} wird als ungedämpfte Eigenkreisfrequenz bezeichnet.
{\displaystyle \omega _{0}={\sqrt {\frac {D}{m}}}}
Die Eigenkreisfrequenz ist allgemein {\displaystyle \omega _{0}={\tfrac {2\cdot \pi }{T}}}, das Umstellen nach der Periodendauer T ergibt
{\displaystyle T=2\cdot \pi \cdot {\sqrt {\frac {m}{D}}}}
Die Periodendauer gibt die benötigte Zeit für eine gesamte Schwingung an.

### Lösen der Schwingungsgleichung
Die Auslenkung ist eine Sinusfunktion der Form {\displaystyle y(t)={\hat {y}}\cdot \sin {(\omega _{0}t+\varphi )}}.
Die Phase {\displaystyle \varphi } ergibt sich aus der Anfangsbedingung. Zum Zeitpunkt {\displaystyle t=0} wird das Federpendel bei der Auslenkung {\displaystyle {\hat {y}}} losgelassen.
{\displaystyle \sin(\varphi )=1\quad \Rightarrow \quad \varphi =\pi /2}
Die Schwingungsgleichung für das ideale Federpendel mit der Auslenkung {\displaystyle y={\hat {y}}} zu Beginn der Schwingung ist:
{\displaystyle {\underline {\underline {y(t)={\hat {y}}\cdot \sin {(\omega _{0}t+\pi /2)}={\hat {y}}\cdot \cos(\omega _{0}t)}}}}

## Energie eines Federschwingers
Die kinetische Energie eines Federschwingers mit der Masse m lässt sich berechnen mit {\displaystyle E_{\mathrm {kin} }={\frac {1}{2}}\cdot m\cdot v^{2}}.
Nach dem Einsetzen der Geschwindigkeit v erhält man
{\displaystyle E_{\mathrm {kin} }={\frac {1}{2}}m\cdot {\hat {y}}^{2}\cdot \omega _{0}^{2}\cdot \sin ^{2}(\omega _{0}\cdot t)}.
Für die Eigenkreisfrequenz gilt {\displaystyle \omega _{0}={\sqrt {\frac {D}{m}}}\Rightarrow D=m\cdot \omega _{0}^{2}}. Deshalb kann die kinetische Energie auch ausgedrückt werden mit:
{\displaystyle E_{\mathrm {kin} }={\frac {D}{2}}{\hat {y}}^{2}\cdot \sin ^{2}(\omega _{0}\cdot t)}
Die potentielle Energie ist allgemein
{\displaystyle E_{\mathrm {pot} }=\int F_{\mathrm {F} }\,\mathrm {d} s} für {\displaystyle F\parallel s}
Da die Federkraft {\displaystyle F_{\mathrm {F} }=D\cdot y} ist, gilt
{\displaystyle E_{\mathrm {pot} }=D\cdot \int y\,\mathrm {d} y}
{\displaystyle E_{\mathrm {pot} }={\frac {D}{2}}y^{2}}
Die gesamte Federenergie EF setzt sich aus der potentiellen und der kinetischen Energie zusammen.
{\displaystyle E_{\mathrm {F} }=E_{\mathrm {pot} }+E_{\mathrm {kin} }}
{\displaystyle E_{\mathrm {F} }={\frac {D}{2}}{\hat {y}}^{2}\cdot \cos ^{2}(\omega _{0}\cdot t)+{\frac {D}{2}}{\hat {y}}^{2}\cdot \sin ^{2}(\omega _{0}\cdot t)}
Aufgrund des „trigonometrischen Pythagoras“ gilt {\displaystyle \sin ^{2}x+\cos ^{2}x=1}, die Gesamtenergie vereinfacht sich zu:
{\displaystyle {\underline {\underline {E_{\mathrm {F} }={D \over 2}\cdot {\hat {y}}^{2}}}}}

## Massebehaftete Feder
Die Bewegungsgleichungen für ideale Federschwinger gelten nur für masselose Federn. Wenn die elastische Feder als massebehaftet angenommen wird und die Masse homogen verteilt ist, ergibt sich die Periodendauer der Schwingung zu
{\displaystyle T=2\pi {\sqrt {\frac {m+{\frac {1}{3}}m_{F}}{D}}}}
Die Parameter m und mF entsprechen der Masse des Schwingers und der Masse der Feder.
Die Gesamtlänge der Feder sei l, s sei die Entfernung zwischen der Aufhängung des Federschwingers und einem beliebigen Punkt auf der Feder. Ein Abschnitt der Feder mit der Länge ds hat dann die Masse {\displaystyle \mathrm {d} m_{F}=m_{F}\cdot {\frac {\mathrm {d} s}{l}}}. Die Geschwindigkeit des Federabschnitts ist {\displaystyle v_{F}={\dot {y}}{\frac {s}{l}}}, denn sie steigt linear mit zunehmender Entfernung von der Aufhängung. Daraus folgt für die kinetische Energie eines Federabschnitts
{\displaystyle \mathrm {d} E_{\mathrm {kin,F} }={\frac {1}{2}}\cdot \mathrm {d} m_{F}\cdot v_{F}^{2}}
{\displaystyle \mathrm {d} E_{\mathrm {kin,F} }={\frac {1}{2}}\cdot m_{F}\cdot {\frac {\mathrm {d} s}{l}}\cdot {\dot {y}}^{2}\cdot {\frac {\mathrm {s} ^{2}}{l^{2}}}={\frac {1}{2}}\cdot m_{F}\cdot {\dot {y}}^{2}\cdot {\frac {1}{l^{3}}}\cdot s^{2}\mathrm {d} s}
Die gesamte kinetische Energie der Feder erhält man durch Integrieren:
{\displaystyle E_{\mathrm {kin,F} }=\int \mathrm {d} E_{\mathrm {kin} }={\frac {1}{2}}\cdot m_{F}\cdot {\dot {y}}^{2}\cdot {\frac {1}{l^{3}}}\cdot \int _{0}^{l}s^{2}\mathrm {d} s}
{\displaystyle E_{\mathrm {kin,F} }={\frac {1}{2}}\cdot m_{F}\cdot {\dot {y}}^{2}\cdot {\frac {1}{3}}}
Die kinetische Energie eines Federschwingers unter Berücksichtigung der massebehafteten Feder ist
{\displaystyle E_{\mathrm {kin} }={\frac {1}{2}}\cdot {\dot {y}}^{2}\cdot \left(m+{\frac {1}{3}}m_{F}\right)}
Man erkennt, dass sich ein Drittel der Federmasse so verhält, als wäre sie ein Teil der Masse des Körpers. Daraus folgt die oben beschriebene Periodendauer für eine massebehaftete Feder.